# باشگاه ورزشی تیفانا
باشگاه ورزشی تیفانا یک باشگاه فوتبال از فاآ، تاهیتی، پلی‌نزی فرانسه است. این باشگاه مسابقات خانگی خود را در ورزشگاه لوییس گانیوت انجام می‌دهد. این باشگاه دومین تیم پلی‌نزیایی فرانسه بود که به فینال لیگ قهرمانان اقیانوسیه رسید که در سال ۲۰۱۲ به آن دست یافت.

## تاریخچه
در سال ۲۰۱۰، تیفانا قهرمان مسابقات تاهیتی برای دومین بار در تاریخ خود شد و در جدول اولیه لیگ، سوم شد اما به راحتی در پلی آف چمپیونشیپ قهرمان شد و ۹ امتیاز از نزدیکترین رقبای خود جلوتر بود. در لیگ قهرمانان اقیانوسیه ۱۱–۲۰۱۰، تیفانا تنها یک بازی را برد، آن هم در مقابل تیم قدرتمند ویتاکر یونایتد نیوزیلند.
در سال ۲۰۱۱، تیفانا سومین قهرمانی خود را با وجود سه هفته مانده به پایان لیگ، به دست آورد. در بازگشت آنها به او-لیگ، مسابقات ۱۲–۲۰۱۱ با شکست ۰–۱۰ از ویتاکر یونایتد آغاز شد. پس از آن، تیفانا تمام بازی‌های خود را در راه رسیدن به فینال برد. آوکلند سیتی در فینال لیگ قهرمانان اقیانوسیه ۲۰۱۲ با نتیجه ۲–۱ در آوکلند و ۱–۰ در فاآآ، تیفانا را شکست داد. آنها همچنین جام حذفی تاهیتی را بردند، و به مسابقات جام حذفی فرانسه ۱۲–۲۰۱۱ واجد شرایط شدند، جایی که توسط ستاره سرخ ۹۳ حذف شدند.